# ۱۰۲۶ (قمری)
۱۰۲۶ (قمری)، هزار و بیست و ششمین سال در گاهشماری هجری قمری است. اول محرم این سال برابر با نهم ژانویه سال ۱۶۱۷ میلادی است.